# Wrząca (Czarnków-Trzcianka)
Pour les articles homonymes, voir Wrząca.
Wrząca (prononciation : [ˈvʐɔnt͡sa]) est un  village polonais de la gmina de Trzcianka dans le powiat de Czarnków-Trzcianka de la voïvodie de Grande-Pologne dans le centre-ouest de la Pologne.
Il se situe à environ 10 kilomètres à l'est de Trzcianka (siège de la gmina), à 20 kilomètres au nord de Czarnków (siège du powiat), et à 79 kilomètres au nord de Poznań (capitale de la Grande-Pologne).

## Histoire
De 1975 à 1998, le village faisait partie du territoire de la voïvodie de Piła.

Depuis 1999, Wrząca est situé dans la voïvodie de Grande-Pologne.
Le village possède une population de 220 habitants en 2006.